# ドクターの名前
「ドクターの名前」（ドクターのなまえ、原題: "The Name of the Doctor"）は、イギリスのSFドラマ『ドクター・フー』の第7シリーズ第13話にして、同シーズンの最終話。BBC One で2013年5月18日に初放送された。脚本はスティーヴン・モファット、監督はサウル・メッツスタインが担当した。イギリス国内の視聴者数は745万人で、批評家も肯定的なレビューをした。
本作ではグレート・インテリジェンス（演:リチャード・E・グラント）と呼ばれる存在がヴィクトリア朝の探偵マダム・ヴァストラ（演:ネーヴ・マッキントッシュ）と妻ジェニー・フリント（演:カトリン・スチュワート）と執事ストラックス（演:ダン・スターキー）を拉致し、彼らの友人である11代目ドクター（演:マット・スミス）に惑星トレンザロアへ来るよう強制する。トレンザロアにはドクターの未来の墓地があり、グレート・インテリジェンスはドクターを捕らえて扉を開かせ、ドクターのタイムラインに侵入してドクターの全ての勝利を敗北へ変えることであった。

## プロット

### 前日譚
「ドクターの名前」の前日譚であるミニエピソード She Said, He Said は2013年5月11日に BBC Red Button とオンライン上で公開され、視聴者は「ドクターの名前」が2013年5月18日に放送されるまでは朝7時40分から深夜12時まで BBC Red Button で視聴可能であった。ミニエピソード中では11代目ドクターとクララが互いをほとんど知らないことに触れ、互いの秘密をトレンザロアで知ったことを独白する。
2つ目のミニエピソード Clarence and the Whisper Men は投獄されたヴィクトリア朝の連続殺人犯クラレンスがウィスパーメンと遭遇し、長い余生と引き換えに時空間座標を植え付けられるという内容である。
さらに、 "Strax Field Reports" というミニエピソードも3本公開された。1本目 "The Name of the Doctor" ではドクターの秘密と関連するソンターラン族の戦いが起こるとストラックスが主張し、ソンターランの作戦名が "The Name of the Doctor" であると告げる。2本目 "A Glorious Day Is Almost Upon Us..." ではストラックスが "glorious day" を語り、3本目 "The Doctor's Greatest Secret" では「ドクターの名前」のクリフハンガーでもある戦士の姿をしたドクターの存在が取り上げられる。3本目のフィールドレポートのみ、「ドクターの名前」の放送後に公開された。

### 連続性
グレート・インテリジェンスやクララがドクターに干渉するシーンでは、先代ドクターの映像が使用された。具体的には初代ドクター（1964年のThe Aztecs の映像と1965年の The Web Planet の台詞）、2代目ドクターと3代目ドクター（いずれも1983年の The Five Doctors）、4代目ドクター（1978年の The Invasion of Time）、5代目ドクター（1983年の Arc of Infinity）、7代目ドクター（1987年の Dragonfire）の映像が登場した。6代目ドクターが廊下でクララの横を通り過ぎるシーンには代役が起用された。また、タイムラインでは初代・8代目・9代目・10代目ドクターがクララの横を走り抜ける様も確認できる。冒頭のシーンではドクターの孫娘スーザン・フォアマンが再登場し、第3シリーズ「鳴り響くドラム」で風景が言及され2010年新春スペシャル「時の終わり」で滅びた様が描写されたガリフレイも登場した。
グレート・インテリジェンスはドクターの過去が血塗られていると述べ、シコラックスのリーダー（2005年クリスマススペシャル「クリスマスの侵略者」で転落死）やソロモン（第7シリーズ「恐竜たちの船」で爆殺）、ダーレク、サイバーマンに触れた。また、グレート・インテリジェンスはドクターが人生の終わりを迎える前にヴァリヤードと化すことを把握していた。ヴァリヤードは1986年の The Trial of a Time Lord に登場した、12代目ドクターから最後のドクターとの間に位置するドクターの暗黒面の融合体と説明されている。
本作で「ダーレク収容所」と「スノーメン」から始まった、様々な時代に別人として存在するクララの謎を解くストーリー・アークは完結する。また、ジョン・ハートは「ドクター前夜」と「ドクターの日」に先駆けて本作のクライマックスにてウォードクター役で初出演を果たした。これら50周年記念スペシャルでは8代目ドクターがウォードクターへ再生する様子、そしてウォードクターが9代目ドクターへ再生する様子が描かれ、1996年の劇場版と2005年の「マネキンウォーズ」の間の空白を橋渡しする形になる。

## 製作
筆頭脚本家スティーヴン・モファットは、ダーレクやサイバーマンや氷の戦士といった古いモンスターが登場した第7シリーズのフィナーレで新たな怪物を登場させたいと考えた。過去と未来を見渡すエピソードに相応しい、ほとんど顔がなくスタイリッシュで囁くような怖ろしい怪物の構想を練っている間、彼はウィスパーメンを思いついた。

### 漏洩
2013年5月12日、「ドクターの名前」の放送1週間前にアメリカ合衆国の『ドクター・フー』ファン210名が第7シリーズ後半のブルーレイボックスセットを入手するという製作エラーが起きた。彼らにプロットを公開しないよう要求し、BBCはキャストへのインタビューのコピーを受取者に送った。後にモファットはプロットを公開しなかった210人のファンを称賛した。

## 放送と反応
「ドクターの名前」の BBC One での当夜の視聴者数は546万人で、タイムシフト視聴者を合算すると745万人に上り、その週の BBC One の番組で3番目に多くの視聴者を獲得した。Appreciation Index は88を記録した。
日本では放送されていないが、2013年11月23日から『ドクター・フー』の第5シリーズから第7シリーズにかけての独占配信がHuluで順次開始され、「ドクターの名前」は2014年に配信が開始された。本作から続く「ドクターの日」と「ドクターの時」のHuluでの配信開始は2015年7月27日を待つこととなる。

### 批評家の反応
| 専門評論家によるレビュー | 専門評論家によるレビュー |
| レビュー・スコア         | レビュー・スコア         |
| 出典                     | 評価                     |
| ------------------------ | ------------------------ |
| IGN                      | 9.1/10                   |
| ニューヨーク・マガジン   | [ 21 ]                   |
| ラジオ・タイムズ         | [ 22 ]                   |
| SFX                      | [ 23 ]                   |
| The A.V. Club            | C+                       |
| デイリー・テレグラフ     | [ 25 ]                   |
| TV Fanatic               | [ 26 ]                   |

本作は肯定的なレビューを受けた。ガーディアン紙のダン・マーティンは本作が第7シリーズで最高のエピソードであると評価し、おそらくこれまでで最高のシーズンフィナーレだとも述べた。IGNのマーク・スノーは本作に10点満点中9.1点を付け、ドクターとリヴァーの最後の会話やクララの正体の暴露を称賛した。しかし、彼はグレート・インテリジェンスが脅威でなく不十分だったと指摘し、ウィスパーメンは印象強くはあったが優れた悪役ではなかったと述べた。デイリー・テレグラフのマイケル・ホーガンは本作が前2話よりも良いと述べ、重大で感動的かつスリリングだと綴った。彼は劇中の説明やCG、葉の出現などを批判したが、「息を殺した素晴らしいフィナーレだ」と述べた。
エピソード中でドクターの本名が実際に明かされることを予想した先行報道もあった。また、「ドクターの名前」は「ドクターの日」や An Adventure in Space and Time および The Five(ish) Doctors Rebootと共に2014年ヒューゴー賞映像部門短編部門にノミネートされた。受賞は『ゲーム・オブ・スローンズ』のエピソード「キャスタミアの雨」に譲ることとなった。

## ホームメディア
DVDとブルーレイは他の第7シリーズのエピソードと同梱されて2013年10月28日に発売され、2014年7月23日には50周年記念コレクションの一部としても収録されていることが告知された。スペシャルDVD・ブルーレイボックスセットは2014年9月8日に発売された。
日本では『ドクター・フー ニュー・ジェネレーション DVD-BOX3』に同梱されて2015年2月6日にDVDが発売された。